# Suzy Arruda
Suzana Camargo Olyntho de Arruda (Tietê, 24 de maio de 1917 — São Paulo, 8 de agosto de 2005) foi uma atriz brasileira.
Foi uma das primeiras atrizes a interpretar, em 1952, a Dona Benta, do Sítio do Picapau Amarelo, na telessérie da TV Tupi São Paulo.
Em alguns trabalhos, foi creditada como Suzi Arruda.

## Filmografia

### Televisão
| Ano  | Título                         | Personagem                   | Notas                                                 |
| ---- | ------------------------------ | ---------------------------- | ----------------------------------------------------- |
| 1953 | Grande Teatro Infantil Gardano | Nobre                        | Episódio: "A Bela Adormecida"                         |
| 1954 | Sítio do Picapau Amarelo       | Dona Benta                   | 1954-1957                                             |
| 1954 | Grandes Momentos Líricos       | Amnéris                      | Episódio: "Aida"                                      |
| 1954 | Grandes Momentos Líricos       | Princesa de Bouillon         | Episódio: "Adriana Lecouvreur"                        |
| 1954 | Grandes Momentos Líricos       | Berta (Marcellina)           | Episódio: "O Barbeiro de Sevilha"                     |
| 1954 | Grandes Momentos Líricos       | La Cieca                     | Episódio: "La Gioconda"                               |
| 1955 | Teatro da Juventude            | —                            | Episódio: "Till Eulenspiegel"                         |
| 1955 | Teatro da Juventude            | Irmã                         | Episódio: "A Bela e a Fera"                           |
| 1955 | Teatro Escola de SP            | —                            | Episódio: "O Violino Mágico"                          |
| 1956 | Grande Teatro Tupi             | Vários Personagens           | 1956-1959                                             |
| 1956 | Pollyana                       | Maria Snow                   |                                                       |
| 1956 | Heidi                          | —                            |                                                       |
| 1956 | Teatro da Juventude            | —                            | Episódio: "Márcia... ou a menina"                     |
| 1956 | Teatro Três Leões              | —                            | Episódio: "O Anjo de Pedra"                           |
| 1957 | Teatro da Juventude            | Filha                        | Episódio: "Os Filhinhos de Mamãe"                     |
| 1957 | Teatro da Juventude            | —                            | Episódio: "A História de um Gênio"                    |
| 1957 | Teatro da Juventude            | —                            | Episódio: "O Último Ramalhete"                        |
| 1958 | Pollyana Moça                  | Ruth Carew                   |                                                       |
| 1958 | Aventuras de Tom Sawyer        | —                            |                                                       |
| 1958 | David Copperfield              | Peggoty                      |                                                       |
| 1958 | Grande Teatro Telespark        | —                            | Episódio: "A Casa do Lago"                            |
| 1960 | Teatro Escola de SP            | —                            | Episódio: "Esther"                                    |
| 1961 | Adeus às Armas                 | —                            | [ 2 ]                                                 |
| 1961 | Grande Teatro                  | —                            | Episódio: "Ana Karienina"                             |
| 1965 | Escrava do Silêncio            | Madame Monsard               |                                                       |
| 1969 | O Retrato de Laura             | —                            |                                                       |
| 1969 | Enquanto Houver Estrelas       | Neide                        |                                                       |
| 1972 | Tempo de Viver                 | Vera França                  |                                                       |
| 1972 | Selva de Pedra                 | Enfermeira                   |                                                       |
| 1972 | Shazan, Xerife e Cia.          | Senhora                      | Episódio: "Perigo sob a Lona"                         |
| 1973 | O Bem-Amado                    | Florzinha                    |                                                       |
| 1973 | Caso Especial                  | —                            | Episódio: "O Duelo"                                   |
| 1973 | Caso Especial                  | —                            | Episódio: "A Mãe"                                     |
| 1974 | O Espigão                      | Vizinha                      | [ 6 ]                                                 |
| 1975 | Bravo!                         | Lady Mildred \ Bete Bochecha |                                                       |
| 1975 | Escalada                       | Querubina                    |                                                       |
| 1975 | Caso Especial                  | Sogra de Arantes             | Episódio: "A Ilha no Espaço"                          |
| 1977 | Locomotivas                    | Mirtes Mello                 |                                                       |
| 1977 | Os Trapalhões                  | Vários personagens           | 1977-1981                                             |
| 1978 | Te Contei?                     | Magda Leão                   |                                                       |
| 1978 | Caso Especial                  | Otacília                     | Episódio: "A Morte e a Morte de Quincas Berro d´água" |
| 1980 | O Bem-Amado                    | Dona Florzinha               | Episódio: "O Julgamento de Dirceu Borboleta"          |
| 1983 | Moinhos de Vento               | Ester                        |                                                       |
| 1983 | O Bem-Amado                    | —                            | Episódio: "As Bodas do Coronel"                       |
| 1986 | Memórias de um Gigolô          | Lavínia                      |                                                       |
| 1987 | Sassaricando                   | Senhora do Spa               | Participação especial                                 |
| 1988 | Chapadão do Bugre              | —                            |                                                       |

### Cinema
| Ano  | Título                          | Personagem        |
| ---- | ------------------------------- | ----------------- |
| 1957 | Absolutamente Certo             | Mulher de Luciano |
| 1958 | O Grande Momento                | —                 |
| 1960 | Cidade Ameaçada                 | —                 |
| 1966 | Essa Gatinha é Minha            | —                 |
| 1966 | Nudista à Força                 | —                 |
| 1966 | Rio, Verão & Amor               | Augusta           |
| 1967 | Adorável Trapalhão              | Miss McClary      |
| 1970 | Uma Garota em Maus Lençóis      | —                 |
| 1970 | Anjos e Demônios                | —                 |
| 1970 | O Bolão                         | Sogra             |
| 1972 | Uma Pantera em Minha Cama       | Dona Maricota     |
| 1972 | Eu Transo, Ela Transa           | Maria Inez        |
| 1972 | Os Machões                      | Maria             |
| 1973 | Missa do Galo                   | Dona Inácia       |
| 1974 | Café na Cama                    | Dona Júlia        |
| 1976 | O Flagrante                     | —                 |
| 1976 | As Mulheres Que Dão Certo       | —                 |
| 1978 | As Aventuras de Robinson Crusoé | —                 |
| 1979 | Nos Embalos de Ipanema          | Mãe de Verinha    |
| 1979 | Vamos Cantar Disco Baby         | Irmã Diretora     |

## No Teatro[13]
| Ano       | Título                                     |
| --------- | ------------------------------------------ |
| 1955      | Romeu e Julieta                            |
| 1955      | Sonho de Uma Noite de Verão                |
| 1956      | Anfitrião                                  |
| 1958      | Vestido de Noiva                           |
| 1958      | O Casamento Suspeitoso                     |
| 1959      | Quando se Morre de Amor                    |
| 1959      | A Folha de Parreira                        |
| 1959      | Nu com Violino                             |
| 1960      | Cristo Proclamado                          |
| 1960      | Romanoff & Julieta                         |
| 1961      | O Beijo no Asfalto                         |
| 1961      | O Negócio é Dá no Pé                       |
| 1961      | O Milagre de Anne Sullivan                 |
| 1961      | Você Pode Ser um Assassino                 |
| 1962      | Você Pode Ser o Pai                        |
| 1962      | My Fair Lady                               |
| 1964-1965 | Depois da Queda                            |
| 1965      | Flor de Cactus                             |
| 1966      | Onde Canta o Sabiá                         |
| 1969      | De Olho na Amélia                          |
| 1969      | Celestina                                  |
| 1970      | Frank Sinatra 4815                         |
| 1970      | Nunca se Sabe                              |
| 1971      | Um Violinista no Telhado                   |
| 1971      | Querido, agora não...                      |
| 1972      | Em Família                                 |
| 1973      | O Amante de Madame Vidal                   |
| 1974      | Chiquinha Gonzaga                          |
| 1975      | A Mulher de Todos Nós                      |
| 1985      | A Herdeira                                 |
| 1991      | Como Se Tornar Uma Super Mãe em Dez Lições |
| 1993      | Gilda: Um Projeto de Vida                  |